# Simon Wigg
Simon Antony Wigg (ur. 15 października 1960 w Aylesbury, zm. 15 listopada 2000) – brytyjski żużlowiec, występujący również na długim torze i na trawie.

## Życiorys
Specjalizował się startach na długim torze, pięciokrotnie zdobywając tytuł mistrza świata.
Po zwycięstwie w GP Challenge '96 został stałym uczestnikiem cyklu Grand Prix 1997. Wystąpił w co drugiej eliminacji i został sklasyfikowany na 17. pozycji (ostatniej spośród stałych uczestników).
Simon Wigg zmarł w wieku czterdziestu lat po walce z guzem mózgu.

## Przynależność klubowa
Wielka Brytania
- Weymouth Wildcats (1980–1982)
- Cradley Heath Heathens (1983)
- Oxford Cheetahs (1984–1986)
- Hackney Kestrels (1987)
- Oxford Cheetahs (1988–1990)
- Bradford Dukes (1991–1992)
- Coventry Bees (1993)
- Exeter Falcons (1996)
- King’s Lynn Stars (1997–1998)

Szwecja
- Indianerna Kumla (1990)
- Vetlanda (1992–1995)

Polska
- Unia Tarnów (1992)
- Unia Leszno (1994)
- Stal Rzeszów (1997)
- ZKŻ Zielona Góra (1998)

## Starty w Grand Prix
| Sezon | Numer | 1     | 2      | 3     | 4      | 5     | 6      | Msc. | Pkt. |
| ----- | ----- | ----- | ------ | ----- | ------ | ----- | ------ | ---- | ---- |
| 1997  | 9     | CZE 3 | SWE ns | DEU 2 | GBR ns | POL 8 | DNK ns | 17   | 13   |

| Statystyki        | Statystyki |
| ----------------- | ---------- |
| Starty            | 6          |
| Zwycięstwa        | 0          |
| Miejsca na podium | 0          |
| Finalista         | 0          |
| Punkty            | 13         |

## Osiągnięcia
- Indywidualne Mistrzostwa Świata
  - 1984 -  Göteborg - 6. miejsce – 9 pkt → wyniki
  - 1988 -  Vojens - 6. miejsce – 9 pkt → wyniki
  - 1989 -  Monachium - 2. miejsce – 12+3 pkt → wyniki
  - 1997 - 17. miejsce – 13 pkt → wyniki

## Inne ważniejsze turnieje
| Osiągnięcia: | Osiągnięcia: | 12. miejsce (1994) | 12. miejsce (1994) | 12. miejsce (1994) | 12. miejsce (1994) |
| Sezon        | Miasto       | Msc                | Pkt                | Biegi              | Kluby              |
| 1994         | Gorzów Wlkp. | 12                 | 5                  | (1,1,0,1.2)        | Leszno             |